# Zopherinae
Zopherinae es una  subfamilia de coleópteros polífagos tenebrionoideos de la familia Zopheridae.

## Tribus
Comprende las siguientes tribus:
- Latometini Ślipiński & Lawrence, 1999
- Monommatini Blanchard, 1845
- Phellopsini Ślipiński & Lawrence, 1999
- Pycnomerini Erichson, 1945
- Usechini Horn, 1867
- Zopherini Solier, 1834